# Engelska kanalen (Sverige)

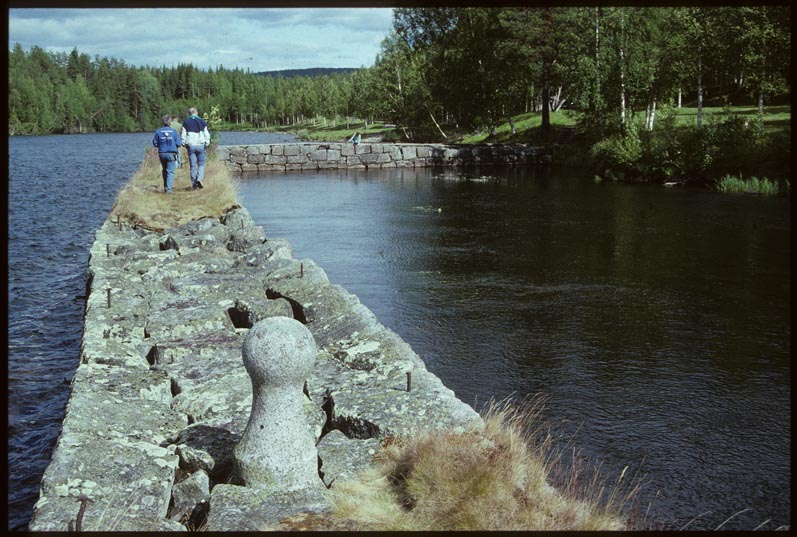
Engelska kanalen

Engelska kanalen är det i naturen ännu synliga minnet av ett kanalgrävningsprojekt mellan Luleå och Gällivare, med syftet att transportera järnmalm från Malmfälten till kusten, som aldrig hann färdigställas. 
Man hade redan på 1650-talet upptäckt stora järnmalmfyndigheter i Gällivare, men det var svårt eller närmast omöjligt att transportera den till kusten, för att där lasta den på fartyg. Olika projekt hade diskuterats, bland annat att bygga en hästdragen järnväg. År 1863 beslutades att man skulle kanalisera Luleälven från havet upp till Storbacken i närheten av Vuollerim, drygt 10 km från nuvarande järnvägsstationen Murjek, där Stora och Lilla Luleälv förenas. Ett avtal gjordes med bolaget Gellivare Company Limited, baserat i London, och bygget inleddes 1864. Närmare 1 500 man arbetade med bygget av kanalen. År 1867 fick man upphöra med verksamheten eftersom pengarna var slut, och bolaget gick i konkurs.
Efter detta misslyckande dröjde det till 1888 innan malmbrytningen kom igång efter att ett annat engelskt företag, Luleå-Ofoten-bolaget byggt Malmbanan.
Än idag är lämningar efter kanalen synliga, bland annat i villaområdet Trångfors strax utanför Boden. Kanalen  byggnadsminnesförklarades 1989. 